# Großer Preis von Malaysia
Der Große Preis von Malaysia (nach dem Sponsor Petronas Malaysian Grand Prix) war eine Rennveranstaltung, die erstmals 1962 stattfand. Von 1999 bis 2017 wurde der Große Preis von Malaysia in der Formel 1 in Sepang bei Kuala Lumpur auf der malaiischen Halbinsel in Malaysia ausgetragen. Der Austragungsort war der Sepang International Circuit.

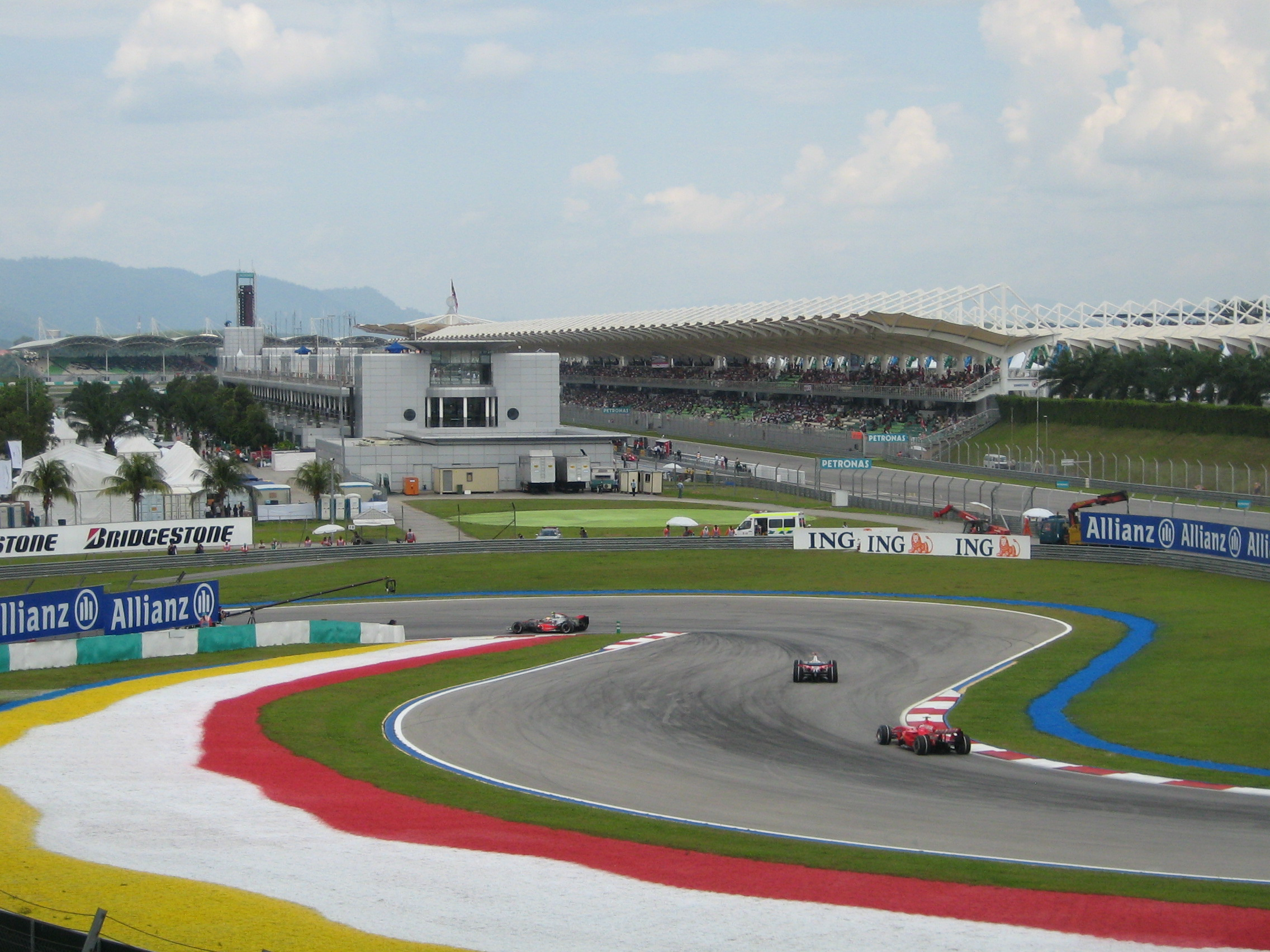
Haupttribüne Mall und Zielgerade

Das Formel-1-Rennen in Malaysia fand anfangs noch im Herbst statt und während der Saison 2000 war es das finale Rennen im Kalender. Von 2001 bis 2015 fanden die Rennen immer im Frühling statt. Ab der Saison 2016 fand der Große Preis von Malaysia wieder im Herbst statt.
Der Rennkurs liegt etwa 75 Kilometer von Kuala Lumpur entfernt inmitten von tropischen Wäldern. Dort mussten die Formel-1-Teams mit hohen Temperaturen und einer sehr hohen Luftfeuchtigkeit von bis zu 90 Prozent rechnen. 2009 wurde das Rennen wegen zu starken Regens nach 32 Runden abgebrochen.
Rekordsieger ist Sebastian Vettel mit vier gewonnenen Rennen. Michael Schumacher und Lewis Hamilton standen jeweils insgesamt fünfmal auf der Pole-Position.
Bereits von 1962 bis 1995 fanden mit Unterbrechungen 18 Große Preise von Malaysia als Bestandteil verschiedener Rennserien statt.
Nachdem Verhandlungen zwischen Liberty Media und der malaysischen Regierung gescheitert waren, fand der Große Preis von Malaysia 2017 zum vorerst letzten Mal statt.

## Ergebnisse
| Auflage | Jahr          | Strecke                        | Klasse                         | Sieger                                | Zweiter                             | Dritter                               | Pole-Position                       | Schnellste Runde                  |
| ------- | ------------- | ------------------------------ | ------------------------------ | ------------------------------------- | ----------------------------------- | ------------------------------------- | ----------------------------------- | --------------------------------- |
| —       | 1962          | Singapur                       | F2                             | Yong Nam Kee (Jaguar)                 | unbekannt                           | unbekannt                             | unbekannt                           | unbekannt                         |
| —       | 1963          | Singapur                       | F2                             | Albert Poon (Lotus)                   | unbekannt                           | unbekannt                             | unbekannt                           | unbekannt                         |
|         | 1964          | kein Großer Preis von Malaysia | kein Großer Preis von Malaysia | kein Großer Preis von Malaysia        | kein Großer Preis von Malaysia      | kein Großer Preis von Malaysia        | kein Großer Preis von Malaysia      | kein Großer Preis von Malaysia    |
| —       | 1965          | Singapur                       | F2                             | Albert Poon (Lotus)                   | unbekannt                           | unbekannt                             | unbekannt                           | unbekannt                         |
|         | 1966 1967     | kein Großer Preis von Malaysia | kein Großer Preis von Malaysia | kein Großer Preis von Malaysia        | kein Großer Preis von Malaysia      | kein Großer Preis von Malaysia        | kein Großer Preis von Malaysia      | kein Großer Preis von Malaysia    |
|         |               |                                |                                |                                       |                                     |                                       |                                     |                                   |
| —       | 1968          | Shah Alam                      | TS                             | Hengkie Iriawan (Elfin-Ford)          | unbekannt                           | unbekannt                             | unbekannt                           | unbekannt                         |
| —       | 1969          | Shah Alam                      | TS                             | Tony Maw (Elfin-Ford)                 | unbekannt                           | unbekannt                             | unbekannt                           | unbekannt                         |
| —       | 1970          | Shah Alam                      | TS                             | John MacDonald (Brabham-Ford)         | unbekannt                           | unbekannt                             | unbekannt                           | unbekannt                         |
| —       | 1971          | Shah Alam                      | TS                             | John MacDonald (Brabham-Ford)         | unbekannt                           | unbekannt                             | unbekannt                           | unbekannt                         |
| —       | 1972          | Shah Alam                      | TS                             | Sonny Rajah (March-Ford)              | unbekannt                           | unbekannt                             | unbekannt                           | unbekannt                         |
| —       | 1973          | Shah Alam                      | FP                             | John MacDonald (Brabham-Ford)         | unbekannt                           | unbekannt                             | unbekannt                           | unbekannt                         |
| —       | 1974          | Shah Alam                      | FP                             | unbekannt                             | unbekannt                           | unbekannt                             | unbekannt                           | unbekannt                         |
| —       | 1975          | Shah Alam                      | FA                             | John MacDonald (Ralt-Ford)            | unbekannt                           | unbekannt                             | unbekannt                           | unbekannt                         |
|         | 1976          | kein Großer Preis von Malaysia | kein Großer Preis von Malaysia | kein Großer Preis von Malaysia        | kein Großer Preis von Malaysia      | kein Großer Preis von Malaysia        | kein Großer Preis von Malaysia      | kein Großer Preis von Malaysia    |
| —       | 1977          | Shah Alam                      | F2                             | Patrick Tambay (March-BMW)            | unbekannt                           | unbekannt                             | unbekannt                           | unbekannt                         |
| —       | 1978          | Shah Alam                      | FP                             | Graeme Lawrence (March-Ford)          | unbekannt                           | unbekannt                             | unbekannt                           | unbekannt                         |
| —       | 1979          | Shah Alam                      | FP                             | Ken Smith (Rennfahrer) (March-Ford)   | unbekannt                           | unbekannt                             | unbekannt                           | unbekannt                         |
| —       | 1980          | Shah Alam                      | FP                             | Steve Millen (Ralt-Ford)              | unbekannt                           | unbekannt                             | unbekannt                           | unbekannt                         |
| —       | 1981          | Shah Alam                      | FP                             | Andrew Miedecke (Ralt-Ford)           | unbekannt                           | unbekannt                             | unbekannt                           | unbekannt                         |
| —       | 1982          | Shah Alam                      | FP                             | Andrew Miedecke (Ralt-Ford)           | unbekannt                           | unbekannt                             | unbekannt                           | unbekannt                         |
|         | 1983 bis 1994 | kein Großer Preis von Malaysia | kein Großer Preis von Malaysia | kein Großer Preis von Malaysia        | kein Großer Preis von Malaysia      | kein Großer Preis von Malaysia        | kein Großer Preis von Malaysia      | kein Großer Preis von Malaysia    |
| —       | 1995          | Shah Alam                      | FH                             | Paul Stokell (Reynard-Holden)         | unbekannt                           | unbekannt                             | unbekannt                           | unbekannt                         |
|         | 1996 bis 1998 | kein Großer Preis von Malaysia | kein Großer Preis von Malaysia | kein Großer Preis von Malaysia        | kein Großer Preis von Malaysia      | kein Großer Preis von Malaysia        | kein Großer Preis von Malaysia      | kein Großer Preis von Malaysia    |
|         |               |                                |                                |                                       |                                     |                                       |                                     |                                   |
| 01      | 1999          | Sepang                         | F1                             | Eddie Irvine (Ferrari)                | Michael Schumacher (Ferrari)        | Mika Häkkinen (McLaren-Mercedes)      | Michael Schumacher (Ferrari)        | Michael Schumacher (Ferrari)      |
| 02      | 2000          | Sepang                         | F1                             | Michael Schumacher (Ferrari)          | David Coulthard (McLaren-Mercedes)  | Rubens Barrichello (Ferrari)          | Michael Schumacher (Ferrari)        | Mika Häkkinen (McLaren-Mercedes)  |
| 03      | 2001          | Sepang                         | F1                             | Michael Schumacher (Ferrari)          | Rubens Barrichello (Ferrari)        | David Coulthard (McLaren-Mercedes)    | Michael Schumacher (Ferrari)        | Mika Häkkinen (McLaren-Mercedes)  |
| 04      | 2002          | Sepang                         | F1                             | Ralf Schumacher (Williams-BMW)        | Juan Pablo Montoya (Williams-BMW)   | Michael Schumacher (Ferrari)          | Michael Schumacher (Ferrari)        | Juan Pablo Montoya (Williams-BMW) |
| 05      | 2003          | Sepang                         | F1                             | Kimi Räikkönen (McLaren-Mercedes)     | Rubens Barrichello (Ferrari)        | Fernando Alonso (Renault)             | Fernando Alonso (Renault)           | Michael Schumacher (Ferrari)      |
| 06      | 2004          | Sepang                         | F1                             | Michael Schumacher (Ferrari)          | Juan Pablo Montoya (Williams-BMW)   | Jenson Button (BAR-Honda)             | Michael Schumacher (Ferrari)        | Juan Pablo Montoya (Williams-BMW) |
| 07      | 2005          | Sepang                         | F1                             | Fernando Alonso (Renault)             | Jarno Trulli (Toyota)               | Nick Heidfeld (Williams-BMW)          | Fernando Alonso (Renault)           | Kimi Räikkönen (McLaren-Mercedes) |
| 08      | 2006          | Sepang                         | F1                             | Giancarlo Fisichella (Renault)        | Fernando Alonso (Renault)           | Jenson Button (Honda)                 | Giancarlo Fisichella (Renault)      | Fernando Alonso (Renault)         |
| 09      | 2007          | Sepang                         | F1                             | Fernando Alonso (McLaren-Mercedes)    | Lewis Hamilton (McLaren-Mercedes)   | Kimi Räikkönen (Ferrari)              | Felipe Massa (Ferrari)              | Lewis Hamilton (McLaren-Mercedes) |
| 10      | 2008          | Sepang                         | F1                             | Kimi Räikkönen (Ferrari)              | Robert Kubica (BMW Sauber)          | Heikki Kovalainen (McLaren-Mercedes)  | Felipe Massa (Ferrari)              | Nick Heidfeld (BMW Sauber)        |
| 11      | 2009          | Sepang                         | F1                             | Jenson Button (Brawn-Mercedes)        | Nick Heidfeld (BMW Sauber)          | Timo Glock (Toyota)                   | Jenson Button (Brawn-Mercedes)      | Jenson Button (Brawn-Mercedes)    |
| 12      | 2010          | Sepang                         | F1                             | Sebastian Vettel (Red Bull-Renault)   | Mark Webber (Red Bull-Renault)      | Nico Rosberg (Mercedes)               | Mark Webber (Red Bull-Renault)      | Mark Webber (Red Bull-Renault)    |
| 13      | 2011          | Sepang                         | F1                             | Sebastian Vettel (Red Bull-Renault)   | Jenson Button (McLaren-Mercedes)    | Nick Heidfeld (Renault)               | Sebastian Vettel (Red Bull-Renault) | Mark Webber (Red Bull-Renault)    |
| 14      | 2012          | Sepang                         | F1                             | Fernando Alonso (Ferrari)             | Sergio Pérez (Sauber-Ferrari)       | Lewis Hamilton (McLaren-Mercedes)     | Lewis Hamilton (McLaren-Mercedes)   | Kimi Räikkönen (Lotus-Renault)    |
| 15      | 2013          | Sepang                         | F1                             | Sebastian Vettel (Red Bull-Renault)   | Mark Webber (Red Bull-Renault)      | Lewis Hamilton (Mercedes)             | Sebastian Vettel (Red Bull-Renault) | Sergio Pérez (McLaren-Mercedes)   |
| 16      | 2014          | Sepang                         | F1                             | Lewis Hamilton (Mercedes)             | Nico Rosberg (Mercedes)             | Sebastian Vettel (Red Bull-Renault)   | Lewis Hamilton (Mercedes)           | Lewis Hamilton (Mercedes)         |
| 17      | 2015          | Sepang                         | F1                             | Sebastian Vettel (Ferrari)            | Lewis Hamilton (Mercedes)           | Nico Rosberg (Mercedes)               | Lewis Hamilton (Mercedes)           | Nico Rosberg (Mercedes)           |
| 18      | 2016          | Sepang                         | F1                             | Daniel Ricciardo (Red Bull-TAG Heuer) | Max Verstappen (Red Bull-TAG Heuer) | Nico Rosberg (Mercedes)               | Lewis Hamilton (Mercedes)           | Nico Rosberg (Mercedes)           |
| 19      | 2017          | Sepang                         | F1                             | Max Verstappen (Red Bull-TAG Heuer)   | Lewis Hamilton (Mercedes)           | Daniel Ricciardo (Red Bull-TAG Heuer) | Lewis Hamilton (Mercedes)           | Sebastian Vettel (Ferrari)        |

| Legende   | Legende                                                                                              | Legende                                                     |
| Abkürzung | Klasse                                                                                               | Kommentar                                                   |
| --------- | --- | ----------------------------------------------------------- |
| F1        | Formel 1                                                                                             | Formel-1-Weltmeisterschaft ab 1950                          |
| F2        | Formel 2                                                                                             |                                                             |
| FL        | Formula libre                                                                                        | Fahrzeugklasse in der Regel vom Veranstalter ausgeschrieben |
| SW        | Sportwagen                                                                                           |                                                             |
| TW        | Tourenwagen                                                                                          |                                                             |
| GP        | Grand-Prix-Fahrzeuge                                                                                 |                                                             |
|           | ↓ Durchgehende graue Linien zeigen an, wann in der Geschichte auf einem neuen Kurs gefahren wurde. ↓ |                                                             |
|           | |                                                             |
|           | Einträge mit hellrotem Hintergrund waren keine Läufe zur Automobil- bzw. Formel-1-Weltmeisterschaft. |                                                             |
|           | Einträge mit gelbem Hintergrund waren Läufe zur Europameisterschaft.                                 |                                                             |